# 구마모토 현립 대학
구마모토 현립 대학(일본어: 熊本県立大学, Prefectural University of Kumamoto)은 일본 구마모토현 구마모토시에 있는 일본의 공립대학이다. 원래는 구마모토 여자대학(熊本女子大学)이었다가 1994년 4월부터 남녀공학으로 전환되었다.

## 연혁
- 1947년 구마모토 현립 여자 전문학교(熊本県立女子専門学校) 창설.
- 1949년 구마모토 여자 대학(熊本女子大学) 개교, 교육학부(学芸学部) 설치.
- 1953년 교육학부를 문가가정학부(文家家政学部)로 개칭.
- 1980년 문가가정학부를 각각 문학부, 생활과학부로 변경.
- 1993년 대학원 개원.
- 1994년 구마모토 현립 대학(熊本県立大学)으로 명칭 변경, 남녀 공학화.
- 1999년 생활과학부를 환경공생학부로 개칭.
- 2006년 법인화, 어드미니스트레이션 연구과 내에 정보관리 코스, 간호관리 코스를 개설.

## 학부 및 학과 편제

### 대학
- 문학부
  - 일본어일본문학과
  - 영어영미문학과
- 환경공생학부
  - 환경공생학과
    - 생태, 환경자원학 전공
    - 거주환경학 전공
    - 식, 건강환경학 전공
- 종합관리학부
  - 종합관리학과
    - 정보관리 코스
    - 퍼블릭(public) 코스
    - 비지니스 코스
    - 지역, 복지네트워크 코스

### 대학원
- 문학 연구과 (석사과정)
  - 일본어일본문학 전공
  - 영어영미문학 전공
- 환경공생학 연구과 (석사, 박사과정)
  - 환경공생학 전공
- 어드미니스트레이션(administration) 연구과 (석사, 박사과정)
  - 어드미니스트레이션 전공

## 국제교류 협정 학교
- 대한민국 상명대학교 (1989년~)
- 대한민국 신한대학교 (2016년~)
- 대한민국 한국해양대학교 (2003년~)
- 중국 광서대학 (広西大学)
- 대만 타이페이 과기대학 (台北科技大学)
- 태국 와라이락 대학교
- 미국 몬태나 주립대학